# Открытая экономика
Открытая экономика — экономика, интегрированная в систему мировых хозяйственных связей, при которых любой хозяйственный субъект вправе осуществлять экспорт и импорт товаров (услуг), финансовые сделки, открывающая свои границы для проникновения товаров и капиталов из других стран и свободно экспортирующей свои товары и услуги в другие страны.
Если это не так, то данная экономика является закрытой. На практике закрытыми также называются экономики стран с жёсткими ограничениями, налагаемыми на внешнюю торговлю и движение капитала.

## Определение
Критерием открытой экономики являются благоприятный инвестиционный климат страны, стимулирующий приток капиталовложений, технологий, информации в рамках, обусловленных экономической целесообразностью и международной конкурентоспособностью на отраслевом (микроэкономическом) уровне.
Преимуществами открытой экономики являются:
- углубление международной специализации и кооперирования производства;
- рациональное распределение ресурсов;
- распространение мирового опыта через систему Международных экономических отношений;
- рост конкуренции между отечественными производителями, стимулируемый конкуренцией на мировом рынке.

Недостатками открытой экономики являются:
- Высокое влияние от международной ситуации на товарных и финансовых рынках, политических событий и других внешних сил;
- Повышенная конкуренция;
- Давление на внутреннее производство;
- Сокращение налоговых поступлений в бюджет в результате упадка собственного производства;
- Снижение эффективности бюджетно-налоговой политики;
- Отдельные сегменты реального сектора экономики становятся малоустойчивыми.

## Экономическая модель
В закрытой экономике вся продукция продается внутри страны, а расходы делятся на три компонента: потребление, инвестиции и государственные закупки.
```
Y
 = 
C
 + 
I
 + 
G
```

В условиях открытой экономике часть продукции продается на внутреннем рынке, а часть экспортируется для продажи за рубеж. Можно разделить расходы открытой экономики на четыре компонента: потребление отечественных товаров и услуг, инвестиции в отечественные товары и услуги, государственные закупки отечественных товаров и услуг, экспорт отечественных товаров и услуг.
Для указания на эти особенности после переменной ставится: символ d — собственные расходы (от domestic spending); символ f — иностранные расходы (от foreign spending). И базовая макроэкономическая формула для открытой экономики принимает один из следующих видов:
Y = Cd + Id + Gd + X
= C + I + G + X- (Cf + If + Gf)
= C + I + G + X - IM
= C + I + G + NX.
Поскольку в закрытой экономике национальные сбережения = инвестиции, то закрытая экономика страны может увеличить свое богатство только за счет накопления нового капитала.
- Если объём производства превышает внутренние расходы, страна экспортирует разницу и чистый экспорт положительный.
- Если объём производства не достигает внутренних расходов, страна импортирует разницу и чистый экспорт отрицательный.

## Движение денег и платежный баланс
Производя следующие операции из базовой макроэкономической уравнения выводятся ключевые зависимости в движении денег и характере торгового баланса:
Y = C + I + G + NX. // -C -G
Y − C − G = I + NX
S = (Y − T − C) + (T  − G)
S = I + NX
S − I = NX
Это показывает, что чистый экспорт экономики должен быть равен разнице между сбережениями и инвестициями. Другое название для чистого экспорта — торговый баланс, поскольку он говорит нам о разнице между импортом и экспортом.
Левая сторона равенства — это разница между внутренними сбережениями и внутренними инвестициями, (S − I), известный как чистый отток капитала . Чистый отток капитала равен сумме, которую отечественные резиденты кредитуются за рубежом, за вычетом суммы, которую иностранцы кредитуют страну.
- Если чистый отток капитала положительный, то экономия экономики превышает её инвестиции, и кредитование избытка для иностранцев.
- Если чистый отток капитала отрицательный, то экономика переживает приток капитала: инвестиции превышают сбережения, а экономика финансирует эти дополнительные инвестиции за счет заимствований из-за рубежа.

Равенство национальных счетов доходов показывает, что чистый отток капитала всегда равен торговому балансу. То есть, Чистый отток капитала = Торговый баланс
```
 
S
 − 
I
 = 
NX
.
```

- Если S − I и NX являются положительными, то торговый баланс в профиците. В этом случае, поскольку наш экспорт выше, чем наш импорт, мы являемся чистыми кредиторами на мировых финансовых рынках.
- Если S − I и NX отрицательные, то торговый баланс в дефиците. В этом случае импортируется больше товаров, чем экспортируется. И, следовательно, страна является нетто-заемщиком на мировом рынке.
- Если же S − I и NX равны нулю, то считается, что торговля сбалансирована, потому что стоимость импорта в точности равна стоимости экспорта.

## Классификация
Открытые экономики делятся на большие и маленькие экономики в зависимости от возможности влиять на состояние международного рынка (например на процентную ставку).
В зависимости от базовой экономической концепции открытая экономика рассматривается с точки зрения кейнсианства, монетаризма, а также с радикальных точек зрения[уточнить].